# Isla San Diego
Isla San Diego ist eine kleine, mexikanische Insel im Süden des Golfs von Kalifornien. Administrativ gehört sie zur Gemeinde (municipio) Comondú des Bundesstaates Baja California Sur und stellt, abgesehen vom sehr kleinen Eiland La Habana, die einzige Insel dieser Gemeinde im Golf von Kalifornien dar.

## Geographie
Die aride und unbewohnte Insel liegt etwa 22 km östlich von Niederkalifornien, 9,5 km nördlich der Insel San José sowie 6 km südsüdöstlich der Insel Santa Cruz. Isla San Diego ist 1,5 km lang, bis zu 500 m breit und weist eine Fläche von 56,3 ha (0,563 km²) auf. Vom Südwestende der Insel aus erstreckt sich ein nur wenige Meter unter der Meeresoberfläche liegendes, fast zwei Kilometer langes Riff. Auf San Diego befindet sich ein 9 m hoher Leuchtturm.